# Универзитет у Генту
Универзитет у Генту (хол. Universiteit Gent) је државни универзитет у Генту. Један је од највећих универзитета у Белгији, а лини га 50.000 студената и преко 9.000 чланова особља.